# Omero di Bisanzio
Omero di Bisanzio (o Omero il giovane, in greco antico:  Ὅμηρος ὁ Βυζάντιος?; fl. III secolo a.C.) è stato un poeta greco antico. Fu uno dei poeti della Pleiade del Canone alessandrino.

## Biografia
Non si sa molto della vita e delle opere di Omero il giovane. Secondo la Suda era figlio del grammatico Andromaco e della poetessa Merò di Bisanzio; nato a Bisanzio sarebbe vissuto ad Alessandria d'Egitto all'epoca di Tolomeo Filadelfo (circa 280 a.C.). Il numero dei suoi drammi è stabilito in modo non univoco a 45, 47, e 57. I suoi poemi sono persi completamente, e non se ne sa niente tranne il titolo di uno di essi, Eurypyleia. Una statua a lui dedicata era posta di fronte ai bagni di Zeusippo a Bisanzio.